# Parlamentswahl in Sri Lanka 2024

Zusammensetzung des neu gewählten Parlaments:

Die Parlamentswahl in Sri Lanka 2024 fand am 14. November 2024 statt. Es handelte sich um eine vorgezogene Wahl, etwa ein Jahr vor Ende der regulären Legislaturperiode. Die Wahl endete mit einem Wahlsieg des Linksbündnisses National People’s Power (NPP) unter Führung der Janatha Vimukthi Peramuna (JVP), das mehr als 70 Prozent der Parlamentssitze gewann.

## Vorgeschichte
Die reguläre Präsidentschaftswahl am 21. September 2024 gewann der Kandidat der linkssozialistischen Janatha Vimukthi Peramuna (JVP), Anura Kumara Dissanayake. Dissanayake hatte signalisiert, dass er im Falle seiner Wahl das Parlament auflösen werde, da es „keinen Sinn ergibt, ein Parlament weiterzuführen, das nicht im Einklang mit den Wünschen des Volkes steht“. Seit der letzten Parlamentswahl 2020 hatten sich die politischen Machtverhältnisse in Sri Lanka grundlegend verändert. Die damalige Wahlsiegerin Sri Lanka Podujana Peramuna (SLPP) war als Partei des Rajapaksa-Familienclans aufgrund der schweren Wirtschaftskrise stark diskreditiert und weitgehend einflusslos geworden. Ihr Präsidentschaftskandidat Namal Rajapaksa hatte lediglich 2,6 Prozent der Stimmen erhalten. Auf der anderen Seite fühlte sich die JVP als Partei des Wahlsiegers Dissanayake stark im Aufwind, verfügte im 2020 gewählten Parlament aber nur über drei von 225 Sitzen (1,3 %).
Am 24. September 2024 erklärte Präsident Dissanayake das Parlament für aufgelöst. Als Termin für die Neuwahl wurde der 14. November 2024 und als Datum für das Zusammentreten des neu gewählten Parlaments der 21. November 2024 festgelegt.

## Wahlmodus
Das Parlament Sri Lankas setzt sich aus 225 Abgeordneten zusammen. 29 Abgeordnete werden über landesweite Listen entsprechend dem Stimmenanteil der Parteien bestimmt. Die restlichen 196 Abgeordneten werden in 22 Mehrpersonen-Wahlkreisen (electoral districts), die weitgehend identisch mit den Verwaltungsdistrikten Sri Lankas sind, gewählt. In jedem Wahlkreis wird eine bestimmte Zahl von Abgeordneten nach dem Verhältniswahlrecht entsprechend dem Stimmenanteil der jeweiligen Parteien gewählt und es gilt eine 5-Prozent-Sperrklausel. Die Wähler haben dabei die Möglichkeit die Reihenfolge auf dem Stimmzettel zu ändern, so dass nicht notwendigerweise die Kandidaten auf den ersten Plätzen der Parteiliste das Rennen machen. Am 26. September 2024 gab die Wahlkommission die Zahl der in den Wahlkreisen zu wählenden Abgeordneten bekannt. Im Vergleich zur letzten Wahl verloren die Wahlkreise Colombo, Galle und Jaffna jeweils einen Abgeordneten und die Wahlkreise Badulla, Gampaha und Kalutara gewannen je einen hinzu.

## Wahlkampf und Wahltag
Der Wahlkampf verlief friedlich ohne größere Zwischenfälle oder Gewalttätigkeiten. Auch die Regierung nutzte nicht, wie vielfach bei früheren Wahlen geschehen, staatliche Ressourcen um den Wahlkampf in ihrem Sinne zu beeinflussen. Die Wahlkampfaktivitäten der Parteien und Kandidaten verliefen relativ geräuscharm und zurückhaltend. Mehr als 8800 Kandidaten aus 49 politischen Parteien und 284 unabhängigen Gruppierungen bewarben sich um einen Parlamentssitz, wobei nur etwa 1000 Kandidaten einen aktiven Wahlkampf betrieben. Hauptthema des Wahlkampfs war die Wirtschaftskrise und ihre Auswirkungen auf die Bürger mit der Verteuerung von Lebensmitteln, Medikamenten, Elektrizität etc.
Die Wahllokale waren am Wahltag von 07:00 Ortszeit (02:30 MEZ) bis 16:00 Ortszeit (11:30 MEZ) geöffnet. Die Ergebnisse wurden am Folgetag bekanntgegeben.

## Ergebnisse
Auch wenn die Meinungsumfragen vor der Wahl ein gutes Abschneiden der NPP vorausgesagt hatten, war das Ausmaß des NPP-Wahlsieges überraschend. Die NPP katapultierte ihren Stimmenanteil von etwa 3 % bei der letzten Parlamentswahl auf 61 % der Stimmen. Sie erhielt 6.863.186 Stimmen und damit in absoluten Zahlen noch etwas mehr als die SLPP bei der letzten Wahl, was damals schon als Erdrutschsieg gegolten hatte. In Prozent der Wählerstimmen erzielte sie das beste Ergebnis, das jemals eine Partei bzw. Parteienallianz bei einer Parlamentswahl in Sri Lanka gewonnen hatte. Das bisherige Rekordergebnis war mit 60,33 % der Stimmen der Wahlsieg der UPFA unter Mahinda Rajapaksa bei der Parlamentswahl 2010, kurz nach Ende des Bürgerkrieges gewesen. Die NPP gewann der Stimmenmehrheit in 21 der 22 Wahlkreise. Nur im Wahlkreis Batticaloa erhielt die tamilische ITAK noch mehr Stimmen. Sie erhielt in 152 Wahlbezirken die Mehrheit. Auch mit diesen beiden letztgenannten Ergebnissen übertraf sie den bisherigen Rekord der UPFA bei der Wahl 2010 (19 Wahlkreise und 136 Wahlbezirke). Die NPP gewann insgesamt 159 Parlamentssitze (141 in den Wahlkreisen und 18 über die Landesliste) und erreichte damit eine Zweidrittelmehrheit im Parlament. Damit könnte sie die von ihr angestrebten Verfassungsänderungen durchsetzen.
Im neu gewählten Parlament sind auch 21 Frauen vertreten (19 Abgeordnete der NPP und 2 Abgeordnete der SJB), was mit 9,3 % den bislang höchsten Frauenanteil bei einer Parlamentswahl bedeutete.

### Landesweites Ergebnis
| Partei | Partei                             | Stimmen    | Prozent | Sitze        | Sitze         | Sitze     | Sitze |
| Partei | Partei                             | Stimmen    | Prozent | Wahl- kreise | Landes- liste | Insgesamt | +/-   |
| ------ | ---------------------------------- | ---------- | ------- | ------------ | ------------- | --------- | ----- |
|        | National People’s Power            | 6.863.186  | 61,56   | 141          | 18            | 159       | +156  |
|        | Samagi Jana Balawegaya             | 1.968.716  | 17,66   | 35           | 5             | 40        | –14   |
|        | New Democratic Front               | 500.835    | 4,49    | 3            | 2             | 5         | +5    |
|        | Sri Lanka Podujana Peramuna        | 350.429    | 3,14    | 2            | 1             | 3         | –142  |
|        | Illankai Tamil Arasu Kachchi       | 257.813    | 2,31    | 7            | 1             | 8         | +8    |
|        | Sarvajana Balaya                   | 178.006    | 1,60    | 0            | 1             | 1         | neu   |
|        | Sri Lanka Muslim Congress          | 87.038     | 0,78    | 2            | 1             | 3         | +2    |
|        | United Democratic Voice            | 83.488     | 0,75    | 0            | 0             | 0         | neu   |
|        | United National Party              | 66.234     | 0,59    | 1            | 0             | 1         | 0     |
|        | Democratic Tamil National Alliance | 65.382     | 0,59    | 1            | 0             | 1         | neu   |
|        | Democratic Left Front              | 50.836     | 0,46    | 0            | 0             | 0         | 0     |
|        | Democratic National Alliance       | 45.419     | 0,41    | 0            | 0             | 0         | neu   |
|        | All Ceylon Tamil Congress          | 39.894     | 0,36    | 1            | 0             | 1         | 0     |
|        | Tamil Makkal Viduthalai Pulikal    | 34.440     | 0,31    | 0            | 0             | 0         | –1    |
|        | All Ceylon Makkal Congress         | 33.911     | 0,30    | 1            | 0             | 1         | 0     |
|        | People’s Struggle Alliance         | 29.611     | 0,27    | 0            | 0             | 0         | neu   |
|        | Eelam People’s Democratic Party    | 28.985     | 0,26    | 0            | 0             | 0         | –2    |
|        | Jaffna – Independent Group 17      | 30.637     | 0,27    | 1            | 0             | 1         | +1    |
|        | National Democratic Front          | 25.444     | 0,23    | 0            | 0             | 0         | neu   |
|        | United National Alliance           | 22.548     | 0,20    | 0            | 0             | 0         | neu   |
|        | Sri Lanka Labour Party             | 17.710     | 0,16    | 1            | 0             | 1         | +1    |
|        | Devana Parapura                    | 16.950     | 0,15    | 0            | 0             | 0         | neu   |
|        | Thamizh Makkal Koottani            | 13.295     | 0,12    | 0            | 0             | 0         | neu   |
|        | Jana Setha Peramuna                | 12.743     | 0,11    | 0            | 0             | 0         | neu   |
|        | National Front for Good Governance | 8.447      | 0,08    | 0            | 0             | 0         | neu   |
|        | United National Freedom Front      | 7.796      | 0,07    | 0            | 0             | 0         | neu   |
|        | Arunalu Peoples Alliance           | 7.666      | 0,07    | 0            | 0             | 0         | neu   |
|        | New Independent Front              | 7.182      | 0,06    | 0            | 0             | 0         | neu   |
|        | National People’s Party            | 6.307      | 0,06    | 0            | 0             | 0         | neu   |
|        | Ape Janabala Pakshaya              | 6.043      | 0,05    | 0            | 0             | 0         | neu   |
|        | Tamil United Liberation Front      | 5.061      | 0,05    | 0            | 0             | 0         | 0     |
|        | Democratic United National Front   | 4.480      | 0,04    | 0            | 0             | 0         | 0     |
|        | Samabima Party                     | 4.449      | 0,04    | 0            | 0             | 0         | neu   |
|        | Patriotic People’s Power           | 3.985      | 0,04    | 0            | 0             | 0         | neu   |
|        | Eros Democratic Front              | 2.865      | 0,03    | 0            | 0             | 0         | neu   |
|        | Democratic Unity Alliance          | 2.198      | 0,02    | 0            | 0             | 0         | 0     |
|        | Socialist Party of Sri Lanka       | 2.087      | 0,02    | 0            | 0             | 0         | neu   |
|        | Jathika Sangwardhena Peramuna      | 1.920      | 0,02    | 0            | 0             | 0         | neu   |
|        | United Socialist Party             | 1.838      | 0,02    | 0            | 0             | 0         | 0     |
|        | Socialist Equality Party           | 864        | 0,01    | 0            | 0             | 0         | 0     |
|        | Freedom People's Front             | 841        | 0,01    | 0            | 0             | 0         | neu   |
|        | United Peace Alliance              | 822        | 0,01    | 0            | 0             | 0         | neu   |
|        | Lanka Janatha Party                | 759        | 0,01    | 0            | 0             | 0         | neu   |
|        | Eksath Lanka Podujana Pakshaya     | 659        | 0,01    | 0            | 0             | 0         | neu   |
|        | Liberal Democratic Party           | 635        | 0,01    | 0            | 0             | 0         | neu   |
|        | Nawa Lanka Nidahas Pakshaya        | 601        | 0,01    | 0            | 0             | 0         | neu   |
|        | Nava Sama Samaja Party             | 491        | 0,00    | 0            | 0             | 0         | neu   |
|        | Akhila Ilankai Tamil Mahasabha     | 450        | 0,00    | 0            | 0             | 0         | neu   |
|        | Democratic Party                   | 283        | 0,00    | 0            | 0             | 0         | neu   |
|        | Sri Lanka Mahajana Pakshaya        | 269        | 0,00    | 0            | 0             | 0         | neu   |
|        | Gruppierungen von Unabhängigen     | 245.458    | 2,20    | 0            | 0             | 0         | 0     |
| Gesamt | Gesamt                             | 11.148.006 | 100,00  | 196          | 29            | 225       | 0     |

### Kartographische Darstellungen

Stimmenstärkste Parteien in den 22 Wahlkreisen: NPP ITAK
Stimmenstärkste Parteien in den 160 Wahlbezirken: Mehrheit für die NPP Mehrheit für die SJB Mehrheit für die ITAK Mehrheit für den SLMC Mehrheit für die EPDP Mehrheit für unabhängige Gruppierungen